# Beatrix von Pilgrim
Beatrix von Pilgrim (* 22. November 1959 in Heidelberg) ist eine deutsche Szenografin und bildende Künstlerin, die in Braunschweig lebt.

## Biographie
Pilgrim studierte Kunstgeschichte, Literatur und Philosophie an der TU Braunschweig. Sie war Bühnen- und Kostümassistentin am Schauspielhaus Hamburg bei bekannten Regisseuren wie Ernst Wendt, Augusto Fernandez und Peter Zadek. Anschließend studierte sie Bühnenbild in der Klasse des Malers, Regisseurs, Bühnen- und Kostümbildners Achim Freyer (UDK, vormals HDK) in Berlin. Das Studium wurde flankiert durch Assistenzen (bei Achim Freyer und Robert Wilson) und ersten eigenen Bühnenarbeiten am Volkstheater München. 
1993 bis 1999 war sie Chefbühnenbildnerin und Leitungsmitglied  am Freiburger Theater unter der Intendanz von Hans J. Ammann. In dieser Zeit entstanden viele herausragende Uraufführungen vor allem im Bereich des neuen Musiktheaters.
1998 wurde ihre Arbeit Rose Bernd zum Theatertreffen Berlin eingeladen. 2000 war sie beteiligt an einer Tanzproduktion, Barbara/o, die zum Adelaide festival nominiert ist. 2001 wird Hyperion beste Opernarbeit.
2008 gründete sie mit der Autorin und Regisseurin Ingrid Lausund das freie Label „lausundproductions“ – fünf frei produzierte Uraufführungen mit wechselnden Ensembles, die in Berlin, Hamburg und an vielen anderen Orten tourten.
Von Frühjahr 2004 bis Herbst 2011 hatte Beatrix von Pilgrim eine Professur für Szenografie an der Staatlichen Hochschule für Gestaltung Karlsruhe.

## Werk

### Bühnenräume und Kostüme (Auswahl)
1987
- Ein Sommernachtstraum, Regie Urs Schaub, Landesbühne Wilhelmshaven

1988
- Die Gewehre der Frau Carrar, Regie Valentin Jeker, Schauspielhaus Bochum
- Haus Herzenstod, Regie Wolf Redl, Schauspielhaus Bochum

1989
- Sanierung (UA), Regie Jörg Bissmeier, Schauspielhaus Zürich

1990
- Der letzte Gast (UA), Regie Achim Benning, Schauspielhaus Zürich

1991
- Weissman und Rotgesicht, Regie Volker Schmaloer, KAmemrspiele Bochum

1992
- La maladie de la mort (UA), Regie Elke Lang, TAT Frankfurt

1993
- Urfaust, Regie Beat Fäh, Theater Freiburg

1994
- Die Troerinnen, Regie Urs Troller, Theater Freiburg
- Der Kaufmann von Venedig, Regie Urs Troller, Theater Freiburg

1995
- Orlando, Regie Albrecht Faasch, Oper Freiburg
- Ab jetzt, Regie Bea von Malchus, Theater Freiburg
- Des Kaisers neues Kleid (UA), Regie Christian Kohlmann, Stuttgarter Hofkonzerte

1997
- Die Eroberung von Mexico, Regie Gerd Heinz, Oper Freiburg
- top dogs, Regie Gerd Willert, Theater Freiburg

1998
- Rose Bernd, Regie Valentin Jeker, Schauspiel Bonn

1999
- Heimat (UA), Regie Gerd Heinz, Oper Freiburg
- Splendids, Regie Valentin Jeker, Theater Freiburg

2000
- Barbara/0 (UA), Regie AC Rommen, Adelaide festival/Hebbeltheater Berlin
- Das Märchen nach ewig und drei Tagen (UA), Regie Christian Kohlmann, Schlossfestspiele Schwetzingen
- Nixon in China, Regie Lynn Binstock, Oper Freiburg

2001
- Hyperion (UA), Regie Jörg Behr, Oper Freiburg
- Das harte Brot, Regie Valentin Jeker, Schauspiel Mainz

2002
- Bandscheibenvorfall (UA), Regie Ingrid Lausund, Schauspielhaus Hamburg
- Zuhause (UA), Regie Ingrid Lausund, Schauspiel Köln

2003
- Konfetti (UA), Regie Ingrid Lausund, Schauspielhaus Hamburg
- Das Leben ein Hobby (UA), Regie Ingrid Lausund, Schauspiel Köln

2004
- Tannhäuser, Regie Tilman Knabe, Oper Bremen
- Carmen, Regie Eike Gramss, Oper Bern

2005
- Ode an die Freude (UA), Regie Ingrid Lausund, Schauspielhaus Hamburg

2006
- Richard II, Regie Valentin Jeker, Theater Karlsruhe

2007
- Der Kaufmann von Venedig, Regie Valentin Jeker, Theater Oberhausen

2009
- Benefiz (UA), Regie Ingrid Lausund, lausundproductions
- Samson und Dalilah, Regie Tilman Knabe, Oper Köln

2010
- Der Weg zum Glück (UA), Regie Ingrid Lausund, Deutsches Theater Berlin

2011
- Tristan und Isolde, Regie Tilman Knabe, Oper Mainz

2012
- Zeit (UA), Regie Ingrid Lausund, lausundproductions

2014
- Cargo Fleisch (UA), Regie Clemens Bechtel, Schauspielhaus Hamburg
- Hamlet, Regie Stephan Rottkamp, Theater Braunschweig

2015
- Das Missverständnis, Regie Nicola May, Theater Baden-Baden

### Ausstellungen/Performances (Auswahl)
- 1991 Ausstellungsbeteiligung, Galerie Beyer, München
- 2000 Performance BARBARA/O, Adelaide festival
- 2004 Rauminstallation, Allgemeiner Konsumverein Braunschweig
- 2008 Rauminstallation, Allgemeiner Konsumverein Braunschweig
- 2014 Performance, Allgemeiner Konsumverein Braunschweig

### Auszeichnungen (Auswahl)
- 1999 Nominierung zum Berliner Theatertreffen mit Rose Bernd
- 2000 Nominierung zum Adelaide festival mit BARBARA/O
- 2001 Nominierung als beste Opernarbeit mit Hyperion
- 2012 Nominierung als beste Inszenierung mit Zeit (Rolf-Mares-Preis)

### Veröffentlichungen (Auswahl)
- Performativ, Architektur und Kunst, Jovis Verlag Berlin 2007, ISBN 978-3-939633-14-3.
- Beyond the white cube, Berlinische Galerie, Berlin 2012, zur Download-Seite.
- Raumverschiebung, Black Box – White cube, Leipzig 2014, ISBN 978-3-487-15071-0.

### Lehrtätigkeiten
- Professur für Szenografie, HFG Karlsruhe 2004–2011
- Dozentin für Szenografie, HFG Karlsruhe 2011–2014
- Dozentin für Szenografie, HMT Leipzig, 2011/12

### Interdisziplinäre Arbeiten (Auswahl)
- 1997 Gründungsmitglied Lichtakademie Freiburg
- 1995–2001 Kuratoriumsmitglied Festspielhaus Hellerau
- 1995–1998 künstlerische Beratung beim Um- und Neubau des Freiburger Theaters
- 2005, 2006 Inszenierung Henri-Nannen-Preis. Schauspielhaus Hamburg
- 2007–2011 Hochschulratsmitglied HFG Karlsruhe